# Amsterdammertje (paaltje)

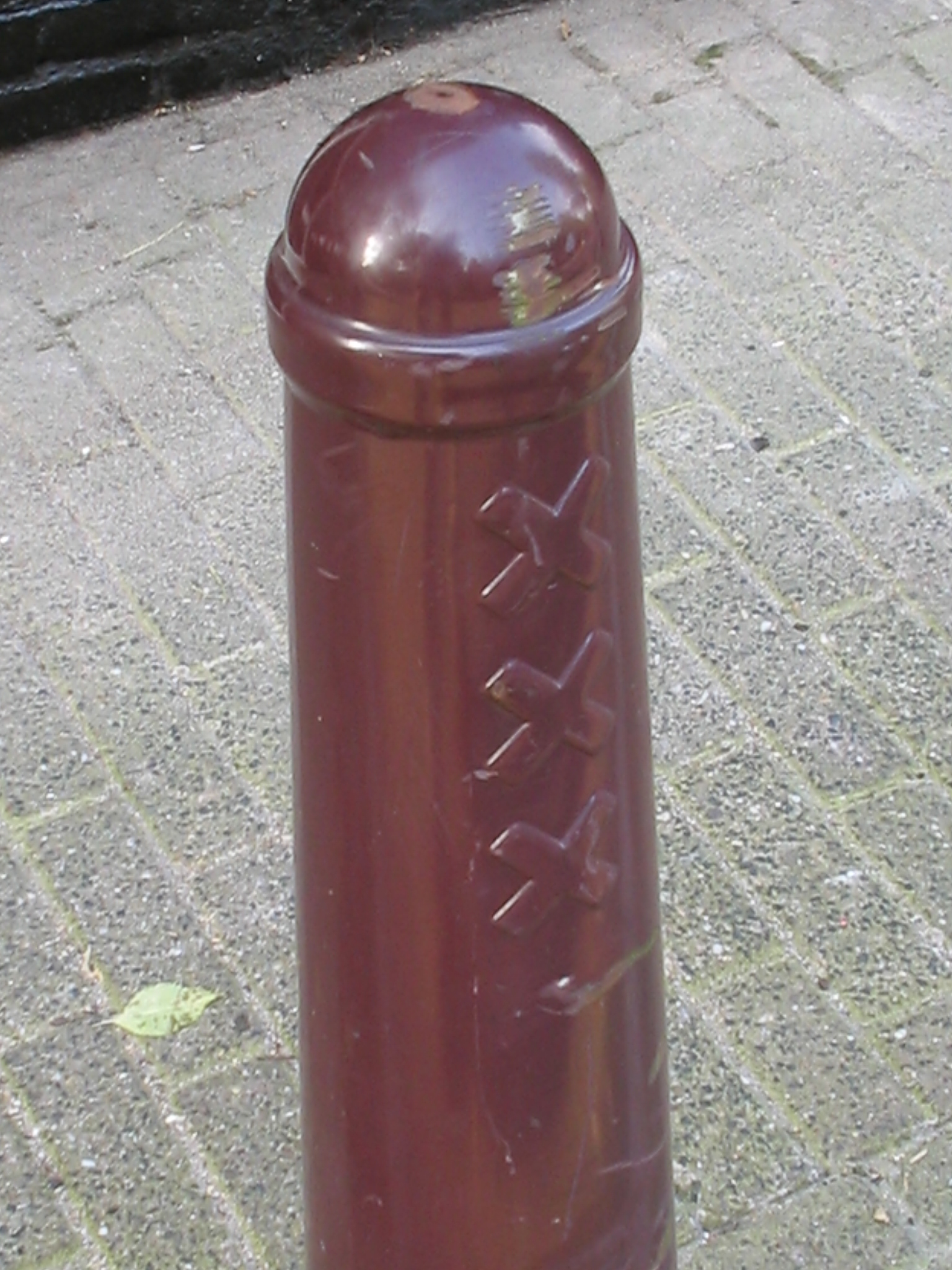
Een bruin geschilderd amsterdammertje van plaatstaal

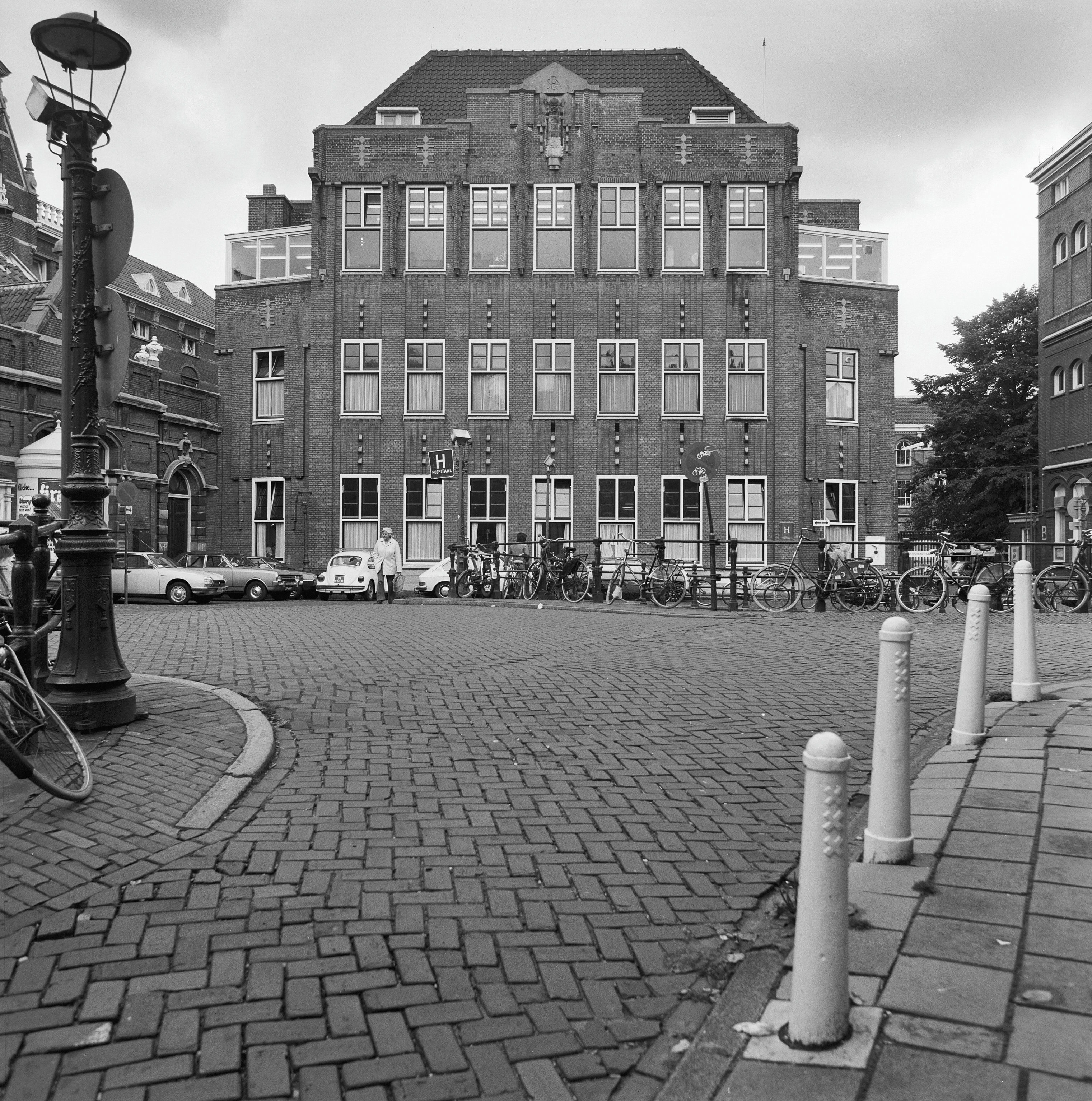
Wit geschilderde amsterdammertjes van gietijzer in de jaren zeventig

Een amsterdammertje is een paaltje op een trottoir dat dient om ongewenst parkeren te verhinderen en om rijbaan en trottoir duidelijk van elkaar te scheiden. Amsterdammertjes, voorzien van de drie kruisen van het stadswapen (vandaar de naam), zijn een van de symbolen van de stad Amsterdam en worden bijvoorbeeld ook in de vorm van chocolaatjes en andere kleine souvenirs verkocht aan toeristen. Door de vormgeving wordt in de paaltjes ook wel een fallussymbool gezien.
Ook elders worden de paaltjes vaak amsterdammertjes genoemd, ze staan in Leiden, Den Haag, Gent, Leuven en veel andere plaatsen, veelal gesierd met het eigen stadswapen.

## Geschiedenis
In de tijd van het paard met wagen en een niet duidelijk afgebakende weg of stoep, kwam het geregeld voor dat de gevel van een hoekhuis werd geschampt. Om dat te voorkomen werden schamppalen geplaatst. 
De eerste amsterdammertjes verschenen in de 18e eeuw in het straatbeeld van Amsterdam. Aanvankelijk waren ze donker van kleur, later wit, en ten slotte roodbruin.  Het oudste bekende document waarin een gietijzeren amsterdammertje met kruisen voorkomt, is een bestektekening van de Melkmeisjesbrug over de Brouwersgracht uit 1903. In vergelijking met het huidige amsterdammertje was dit paaltje slanker. Het had een vierkante voet en liep minder taps toe. De kruisen en de kraag waren hoger opgelegd. Vanaf 1915 werd dit het basistype voor Amsterdamse brugpaaltjes.
In de jaren na de Tweede Wereldoorlog werden de paaltjes in toenemende mate toegepast om ongewenst parkeren van auto's tegen te gaan. Vanaf de jaren 1970 werden de gietijzeren paaltjes vervangen door exemplaren van 4 millimeter dik plaatstaal. Hiermee werd het gewicht van 70 kilogram tot 20 kilogram gereduceerd en kosten bespaard. Deze paaltjes zijn 1,06 meter lang, waarvan 75 centimeter boven het trottoir uitsteekt.
Amsterdam telde in 1984 zo'n 100.000 amsterdammertjes. Door het toenemende verkeer werden er veel omver gereden, vooral door vrachtauto's. In de jaren 1990 werd daarom een nieuw straatprofiel ingevoerd met hogere hardstenen stoepranden. In Amsterdam zijn de amsterdammertjes deels uit het straatbeeld verwijderd. Bij herinrichting van straten in het centrum, een project dat jaren duurt, worden de paaltjes vervangen. Door het geïntensiveerde parkeerbeheer zijn ze minder noodzakelijk, en veranderde inzichten voor de straatinrichting maken de lange rijen paaltjes langs de trottoirs minder gewenst. In 2003 was het aantal onder de 40.000 gedaald. Overbodig geworden paaltjes worden aan particulieren verkocht. Inmiddels is in 2010 het miljoenste amsterdammertje van de band gerold. Het werd in goudkleur geschilderd cadeau gedaan aan toenmalig burgemeester Eberhard van der Laan Er zijn ten minste twee fabrikanten die de obstakels produceren.

## Mythe
Het verhaal wil dat het amsterdammertje van oorsprong een kleine kanonsloop was die verticaal in de grond werd geplaatst. Anneke van der Stoel, een historica die onderzoek deed naar de herkomst van de paaltjes, heeft deze stadsmythe echter ontkracht.

## Vlaanderen
In Vlaanderen spreekt men ook van amsterdammertjes voor kleine paaltjes. Daar dragen ze niet het symbool XXX voor Amsterdam. Een variant vormen de lichtgevende witgele paaltjes, die vanwege hun nachtelijke verschijning 'spookjes' worden genoemd.

## Vernoemingen
In Amsterdam en omgeving zijn diverse restaurants en cafés die zich 'Amsterdammertje' noemen.